# Минск Арена
Минск Арена (на беларуски: Мінск-Арэна) е закрита мултифункционална арена в беларуската столица Минск. Дом е на беларуския хокеен отбор „ХК Динамо Минск“ и на баскетболния такъв „Цмоки Минск“.
Комплексът „Минск Арена“ е единствен по рода в своята сложност и функционалност не само в Беларус, а и в цяла Европа. Съдържа закрита арена с капацитет за 15 086 души, стадион за бързо пързаляне с капацитет до 3000 души и колодрум за 2000 души.